# Crema de malvavisco

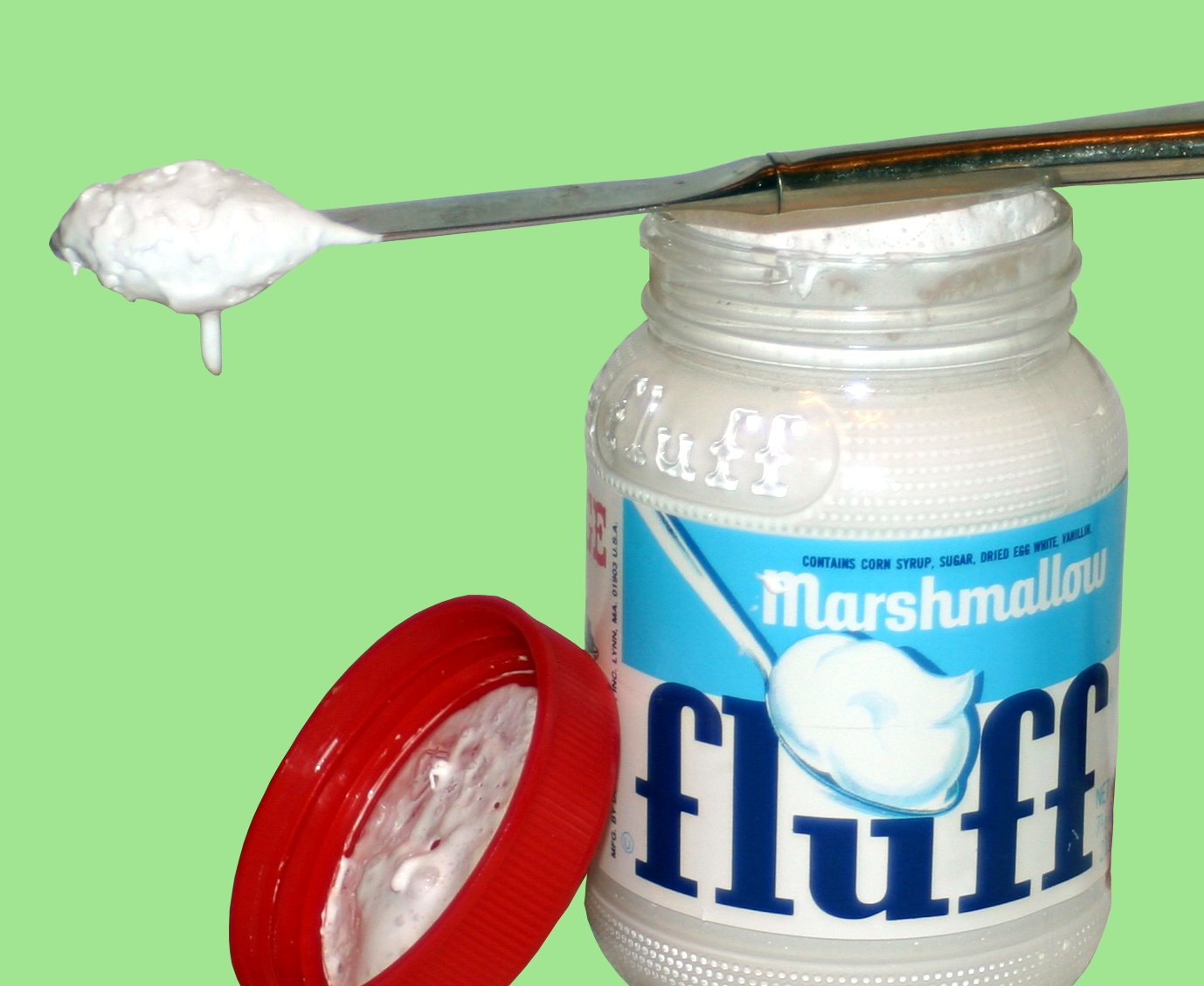
Marshmallow Fluff.

La crema de malvavisco es un alimento tipo postre, de la gastronomía de Estados Unidos. Es muy dulce, untable y de fabricación parecida a los malvaviscos. Se usa junto con mantequilla de cacahuete, para crear un sándwich llamado Fluffernutter y con Nutella, untada sobre Graham Crackers, para imitar a los S'mores.
La Marshmallow Fluff es una popular marca de crema de malvavisco, de venta principalmente en el noreste de Estados Unidos; también disponible en Canadá y en muchos supermercados del norte de Europa (en lugares como Escandinavia, el Reino Unido y Alemania), en el sabor estándar y de fresa. 
Se fabrica con jarabe de maíz, jarabe de azúcar, saborizante de vainilla y clara de huevo. Ricemellow Creme, fabricado por Suzanne's Specialties, Inc., es un equivalente vegetariano.

## Historia
Archibald Query, un residente de Somerville, Massachusetts, inventó el producto a principios del siglo XX, antes de la Primera Guerra Mundial. Comenzó comercializándolo a domicilio, pero la situación económica deteriorada por los inicios de la guerra, lo obligó a cambiar de actividad y poco después vendió su receta a dos fabricantes de dulces de Lynn, Massachusetts; H. Allen Durkee y Fred Mower, por 500 dólares. El producto se lanzó al mercado en latas en 1917, como Toot Sweet Marshmallow Fluff, resultando un éxito. Las dos primeras palabras se retiraron poco después y el embalaje se cambió por un frasco de cristal en los años 1940. Para el 2010, la Durkee-Mower Company es una de las tres compañías en Estados Unidos, que producen crema de malvavisco, las otras son Kraft Jet-Puffed Marshmallow Creme y Solo Marshmallow Creme.
La comunidad de Somerville celebró en 2006, la creación original de Fluff, realizando un festival en Union Square, titulado What the Fluff?. El festival incluyó una feria de ciencias, espectáculos y un concurso de cocina, todo orientado alrededor del Marshmallow Fluff.
De acuerdo a un artículo del 2006 de The Boston Globe, el senador por Massachusetts Jarrett Barrios propuso una iniciativa de ley que restringiera el número semanal de sándwiches Fluffernutter en las escuelas, como una forma de disminuir el consumo de comida chatarra. La propuesta fue desechada. También en el 2006, la representante por el estado Kathi-Anne Reinstein planeó una iniciativa de ley para convertir el Fluffernutter en el sándwich oficial de Massachusetts.